# Piazza del Duomo (Mailand)

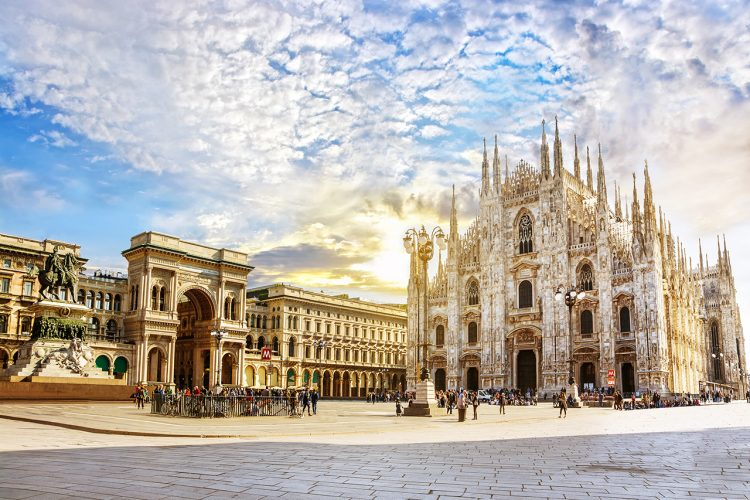
Die Piazza del Duomo mit dem Dom und dem Triumphbogen der Galleria Vittorio Emanuele II (2016)

Die Piazza del Duomo (deutsch Domplatz) ist der zentrale Hauptplatz von Mailand und im Wesentlichen ein Produkt des 19. Jahrhunderts.

## Geschichte

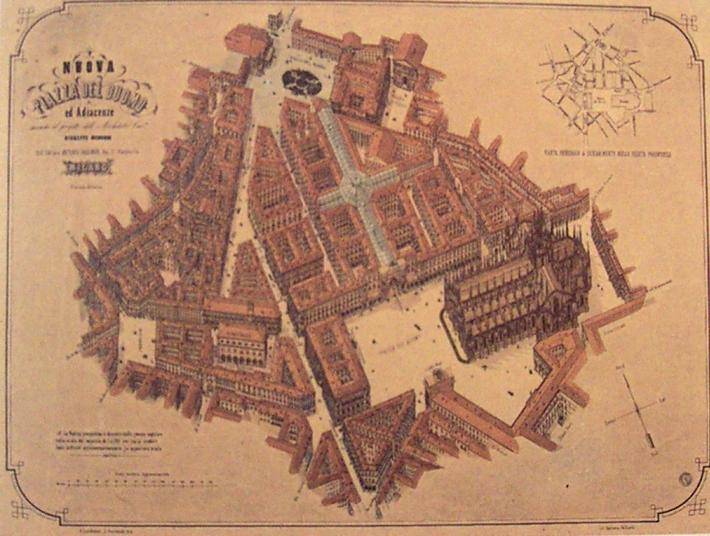
Das Projekt von Giuseppe Mengoni

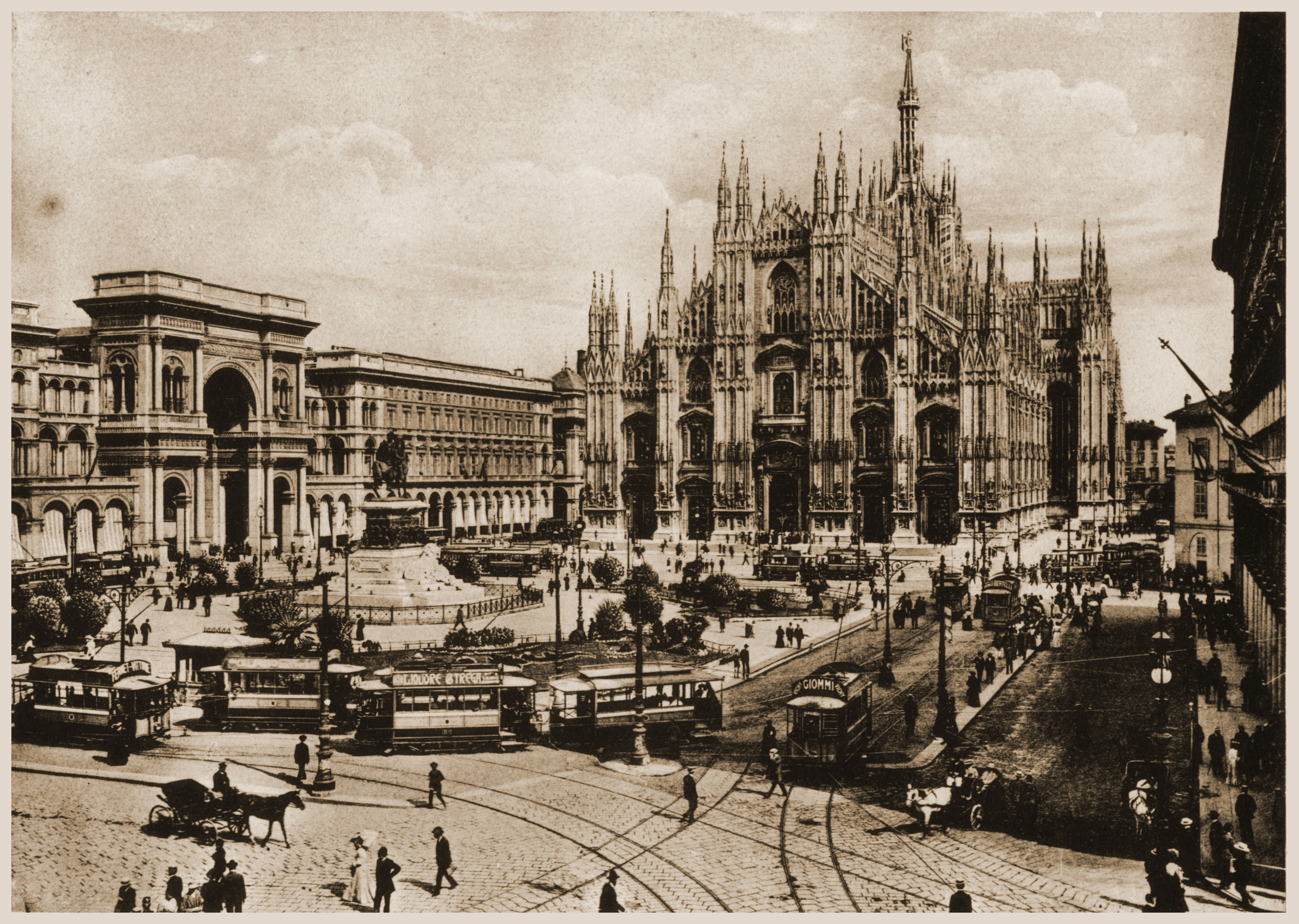
Der Platz im 19. Jahrhundert

Azzone Visconti ließ um 1330 zu merkantilen Zwecken die Piazza dell'Arengo schaffen, eine Vorstufe des heutigen Platzes. Sie lag zwischen der Basilica Santa Maria Maggiore und der Basilica di Santa Tecla. Zu diesem Zwecke wurden etliche Tavernen geschleift. Gian Galeazzo Visconti ließ 1385 einige weitere Häuser abreißen und auch ein Baptisterium. 1458 wurde auf Geheiß Francesco Sforzas mit der Billigung von Papst Pius II. die Basilica di Santa Tecla abgerissen, um einen großen, würdigen Domplatz zu schaffen. 1548 wurde der Platz erneut erweitert. Auch in der Periode Napoleons wurde eine Vergrößerung des Platzes erwogen, wobei die dominierende Rolle des Doms zugunsten anderer Monumente (Triumphbögen, Gerichtsgebäude) reduziert werden sollte. Die hochfliegenden Pläne scheiterten allerdings an Geldmangel und am baldigen Ende der Ära Napoleons. Auch während der Restaurationsperiode 1814–1859 geschah relativ wenig. Von 1865 bis 1873 gewann der Domplatz allerdings durch den Plan des Architekten Giuseppe Mengoni sein heutiges Gesicht. Der Platz wurde bedeutend vergrößert und die Platzrandbebauung selbstbewusst modernisiert.

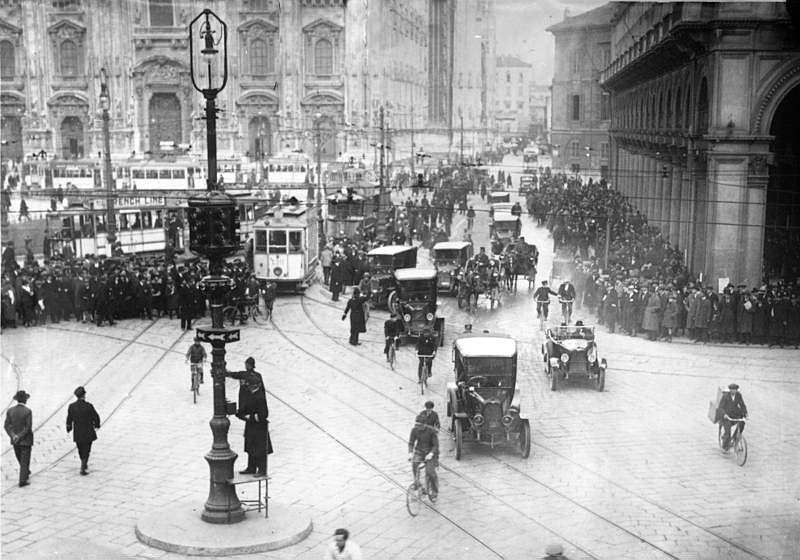
1926: Piazza Duomo als verkehrsreicher Platz, gesehen vom Anfang der Via Torino

Im Hochgefühl der siegreichen Einigung Italiens wurden im April 1860 die Bürger Mailands eingeladen, Ideen für den neuen Domplatz und eine neue, nach König Vittorio Emanuele II. zu benennende Straße vorzutragen. Ein Architektenwettbewerb vom Mai 1861 erbrachte 18 Projekte, im Sommer 1862 wurden vier davon ausgezeichnet. Mengonis Projekt erhielt keinen Preis, fand aber viel Zustimmung und in einem zweiten Wettbewerb wurde er zum Sieger erklärt. Auch der Gemeinderat billigte am 15. September 1863 den Entwurf. Nach einigen Modifikationen im Jahr 1864 setzte der König am 7. März 1865 den Grundstein zur nach ihm benannten Galleria, die innerhalb von drei Jahren errichtet und am 15. September 1867 eröffnet werden konnte.
Die City of Milan Improvements Company Limited, eine Londoner Gesellschaft, die die Galleria errichtet hatte, zeigte allerdings bald finanzielle Schwächen, und die Galleria musste von der Stadt Mailand erworben werden. Die Stadtverwaltung musste daraufhin eine größere finanzielle Rolle bei der Umgestaltung des Platzes übernehmen, als zunächst vorgesehen war. Die Palazzi dei Portici wurden von ihr 1875 fertiggestellt. Es fehlten allerdings noch die vorgesehenen zwei Triumphbögen, für die es an Geld mangelte. Mengoni kämpfte um sein Projekt, ging dabei auch finanzielle Risiken ein – und stürzte auf der Baustelle am 30. Dezember 1877 zu Tode. 

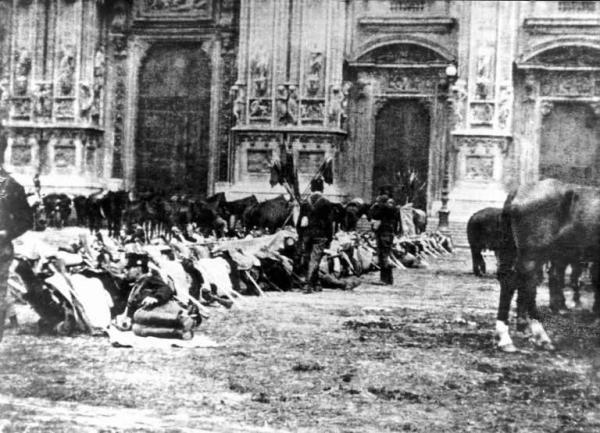
Piazza del Duomo: Bava-Beccaris' Soldaten im Kampf gegen Aufständische

1896 wurde das von Ercole Rosa erschaffene Reiterstandbild von Vittorio Emanuele II. eingeweiht und ab 1938 anstelle der zwei nie realisierten Triumphbögen der Palazzo dell’Arengario errichtet.
1898 wurde hier ein Aufstand vom Militärkommandanten Fiorenzo Bava-Beccaris niedergeschlagen. Er ließ seine Soldaten auf die unbewaffneten Aufständischen feuern, wobei je nach Angaben zwischen 82 und 300 Menschen den Tod fanden.

## Galerie

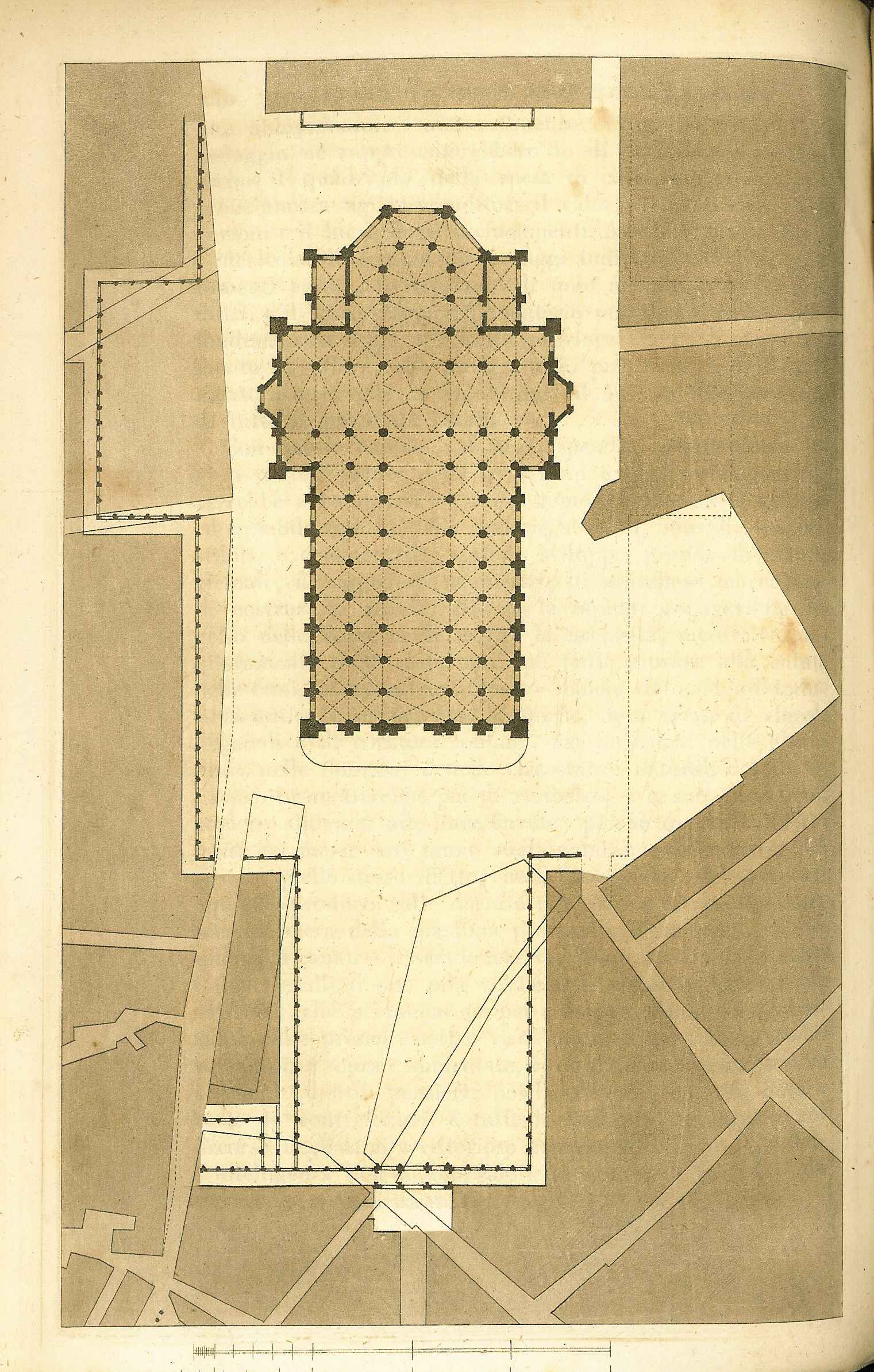
Projekt von 1841
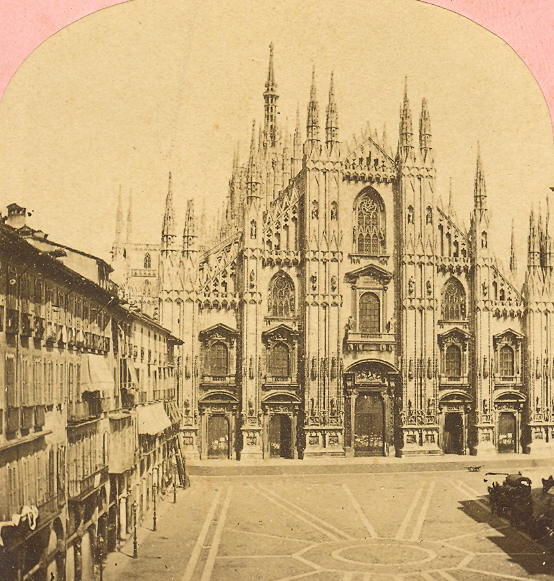
Domfassade vor 1866
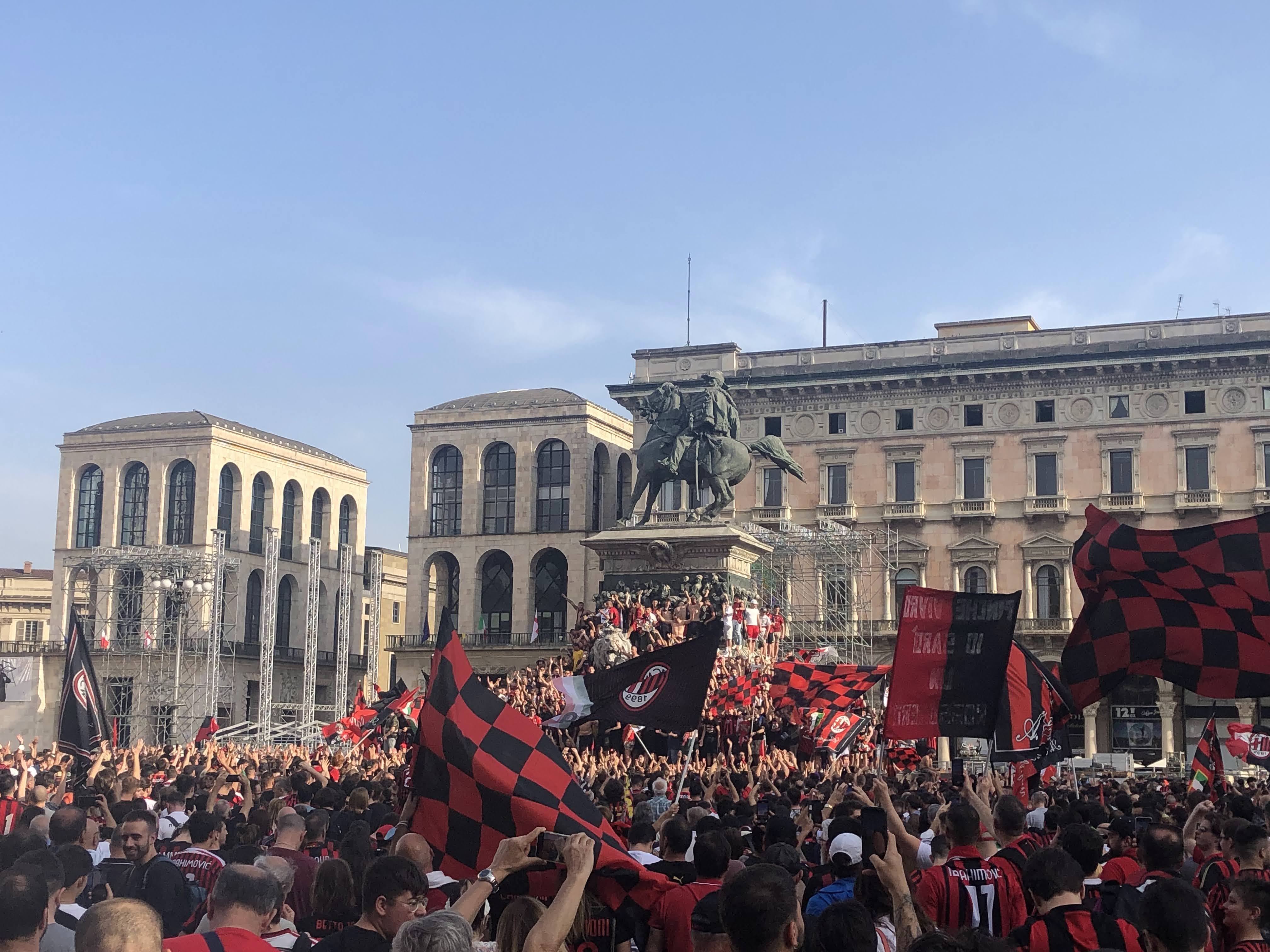
Anhänger der AC Mailand feiern einen Meistertitel
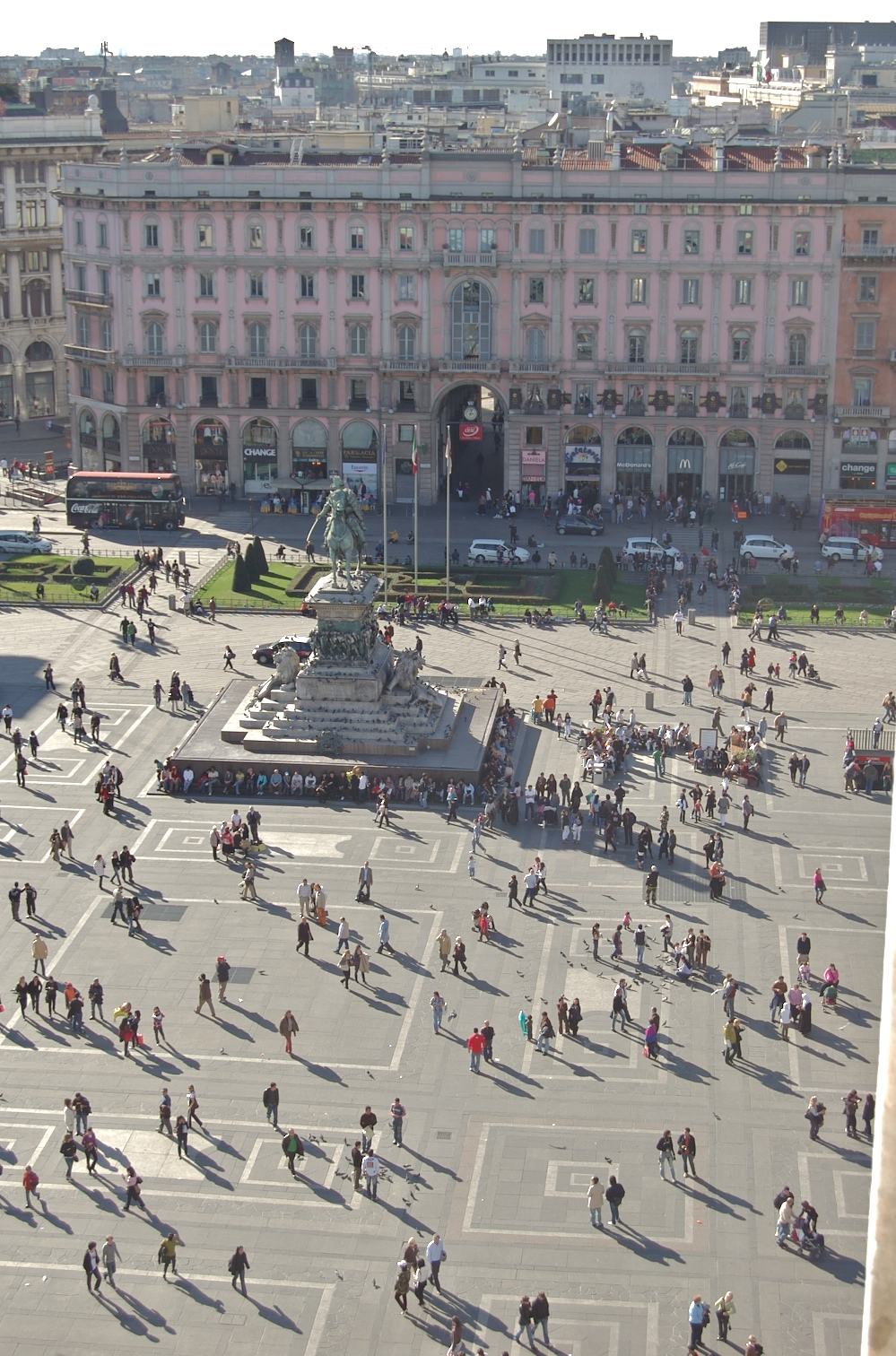
Blick auf den Platz von der Kathedrale aus.

## Gebäude an der Piazza
Im Osten der Piazza liegt der namensgebende Dom. Im Süd-Osten befindet sich der Palazzo Reale. Daneben liegt der zweiteilige Palazzo dell’Arengario. Er war als Ort der Volksreden Benito Mussolinis geplant, die 1939 begonnenen Bauarbeiten wurden jedoch durch den Krieg unterbrochen und das Gebäude erst 1956 fertiggestellt. Heute beherbergt es ein Kunstmuseum. Hieran fügen sich die Portici meridoniali, die wie ihr gegenüberliegendes Pendant im Zuge der Umgestaltung des Platzes erbaut wurden, jedoch im Zweiten Weltkrieg dermaßen zerstört wurden, dass sie danach von neuem errichtet werden mussten. Im Westen des Platzes befindet sich die Casa Galli e Rosa, im Volksmund auch Carminati genannt. Im Norden des Platzes befindet sich einer der Eingänge der Galleria Vittorio Emanuele II. Er wird von den 1873 errichteten Portici settentrionali begrenzt.

## Verkehr
Auf der Piazza befinden sich mehrere Eingänge zur U-Bahn Mailands. Hier kreuzen sich die Linien M1 (linea rossa) und M3 (linea gialla). Früher war der Platz ein Knotenpunkt der Mailänder Straßenbahnen; heute halten die Tramlinien nur noch an dessen Peripherie. Im Westen des Platzes gibt es zwei nicht begehbare Grünflächen. Während die Piazza selbst für den Autoverkehr gesperrt ist, sind es die sie umgebenden Straßen nicht.